# Touchay
Touchay est une commune française située dans le département du Cher en région Centre-Val de Loire.

## Géographie
Touchay est assise sur un promontoire qui offre une superbe vue sur la vallée de l'Arnon, qui passe au pied du bourg, au sud, et par la Sinaise, qui s'y jette.

### Climat
Pour des articles plus généraux, voir Climat du Centre-Val de Loire et Climat du Cher.
En 2010, le climat de la commune est de type climat océanique dégradé des plaines du Centre et du Nord, selon une étude du CNRS s'appuyant sur une série de données couvrant la période 1971-2000. En 2020, Météo-France publie une typologie des climats de la France métropolitaine dans laquelle la commune est exposée à un climat océanique altéré et est dans la région climatique  Ouest et nord-ouest du Massif Central, caractérisée par une pluviométrie annuelle de 900 à 1 500 mm, maximale en automne et en hiver. 
Pour la période 1971-2000, la température annuelle moyenne est de 11,5 °C, avec une amplitude thermique annuelle de 15,4 °C. Le cumul annuel moyen de précipitations est de 795 mm, avec 12 jours de précipitations en janvier et 7,5 jours en juillet. Pour la période 1991-2020, la température moyenne annuelle observée sur la station météorologique la plus proche, située sur la commune de Lignières à 5 km à vol d'oiseau, est de 12,2 °C et le cumul annuel moyen de précipitations est de 774,6 mm,. Pour l'avenir, les paramètres climatiques de la commune estimés pour 2050 selon différents scénarios d'émission de gaz à effet de serre sont consultables sur un site dédié publié par Météo-France en novembre 2022.
| Mois                                  | jan.            | fév.          | mars          | avril         | mai             | juin         | jui.           | août           | sep.          | oct.            | nov.           | déc.             | année     |
| ------------------------------------- | --------------- | ------------- | ------------- | ------------- | --------------- | ------------ | -------------- | -------------- | ------------- | --------------- | -------------- | ---------------- | --------- |
| Température minimale moyenne (°C)     | 1,3             | 0,9           | 2,8           | 4,9           | 8,7             | 12,2         | 13,9           | 13,8           | 10            | 7,7             | 4,1            | 1,8              | 6,8       |
| Température moyenne (°C)              | 4,6             | 5,2           | 8,3           | 11,1          | 14,9            | 18,5         | 20,7           | 20,6           | 16,5          | 12,8            | 8              | 5,1              | 12,2      |
| Température maximale moyenne (°C)     | 7,9             | 9,5           | 13,9          | 17,2          | 21,1            | 24,8         | 27,4           | 27,5           | 23            | 17,9            | 11,8           | 8,4              | 17,5      |
| Record de froid (°C) date du record   | −19 17.01.1987  | −14 09.02.12  | −12 01.03.05  | −4,5 11.04.03 | −0,4 15.05.1995 | 3,2 04.06.01 | 5,3 11.07.1990 | 2,3 31.08.1986 | 0,2 20.09.12  | −7,1 30.10.1997 | −10 23.11.1993 | −13,5 31.12.1985 | −19 1987  |
| Record de chaleur (°C) date du record | 20,2 05.01.1999 | 24 24.02.1990 | 26,5 31.03.21 | 30,5 30.04.05 | 34,5 27.05.05   | 40 29.06.19  | 42,5 25.07.19  | 42,3 06.08.03  | 36,5 14.09.20 | 31,2 01.10.1985 | 26 07.11.15    | 21 16.12.1989    | 42,5 2019 |
| Précipitations (mm)                   | 62,5            | 51            | 52,3          | 66,5          | 77,3            | 65,5         | 61,4           | 54,7           | 64,6          | 76,3            | 70,2           | 72,3             | 774,6     |

## Urbanisme

### Typologie
Au 1er janvier 2024, Touchay est catégorisée commune rurale à habitat très dispersé, selon la nouvelle grille communale de densité à 7 niveaux définie par l'Insee en 2022.
Elle est située hors unité urbaine et hors attraction des villes,.

### Occupation des sols
L'occupation des sols de la commune, telle qu'elle ressort de la base de données européenne d’occupation biophysique des sols Corine Land Cover (CLC), est marquée par l'importance des territoires agricoles (98,7 % en 2018), une proportion identique à celle de 1990 (98,7 %). La répartition détaillée en 2018 est la suivante : 
prairies (67,3 %), terres arables (29,7 %), zones agricoles hétérogènes (1,6 %), zones urbanisées (1,3 %).
L'évolution de l’occupation des sols de la commune et de ses infrastructures peut être observée sur les différentes représentations cartographiques du territoire : la carte de Cassini (XVIIIe siècle), la carte d'état-major (1820-1866) et les cartes ou photos aériennes de l'IGN pour la période actuelle (1950 à aujourd'hui).

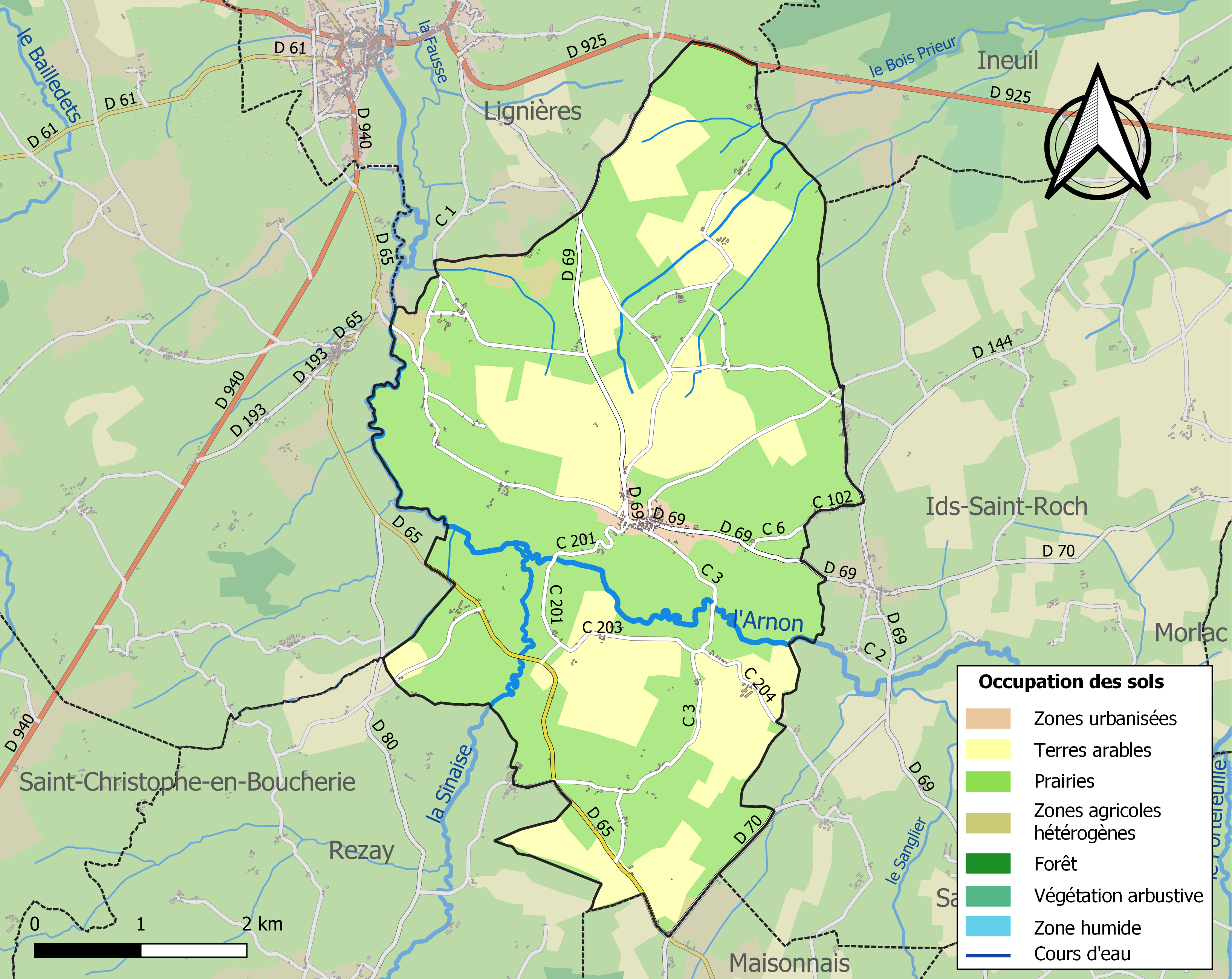
Carte des infrastructures et de l'occupation des sols de la commune en 2018 (CLC).

### Risques majeurs
Le territoire de la commune de Touchay est vulnérable à différents aléas naturels : météorologiques (tempête, orage, neige, grand froid, canicule ou sécheresse), inondations, mouvements de terrains et séisme (sismicité faible). Il est également exposé à un risque technologique,  le transport de matières dangereuses. Un site publié par le BRGM permet d'évaluer simplement et rapidement les risques d'un bien localisé soit par son adresse soit par le numéro de sa parcelle.

#### Risques naturels
Certaines parties du territoire communal sont susceptibles d’être affectées par le risque d’inondation par débordement de cours d'eau, notamment l'Arnon et la Sinaise. La commune a été reconnue en état de catastrophe naturelle au titre des dommages causés par les inondations et coulées de boue survenues en 1982 et 1999,.

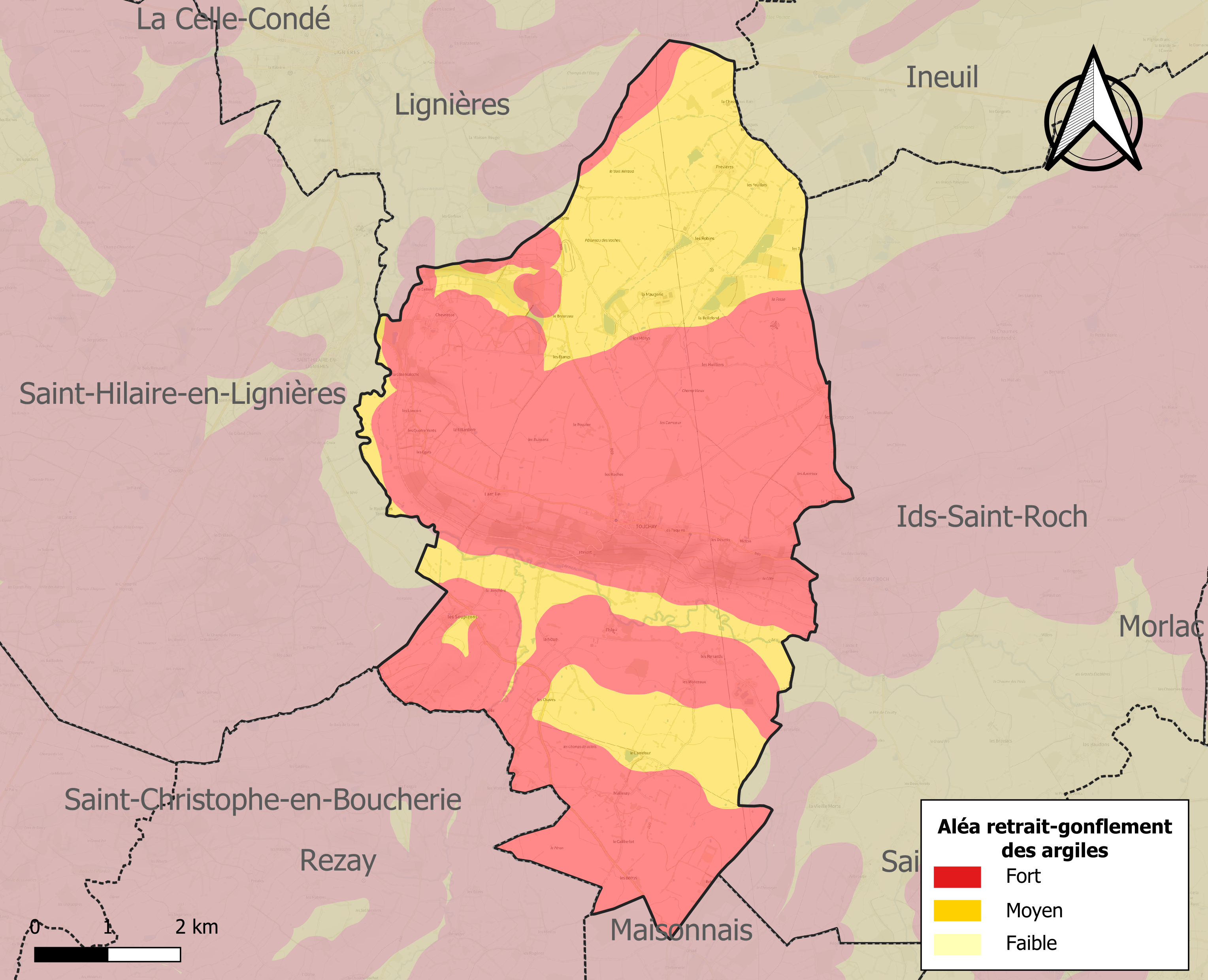
Carte des zones d'aléa retrait-gonflement des sols argileux de Touchay.

La commune est vulnérable au risque de mouvements de terrains constitué principalement du retrait-gonflement des sols argileux. Cet aléa est susceptible d'engendrer des dommages importants aux bâtiments en cas d’alternance de périodes de sécheresse et de pluie. La totalité de la commune est en aléa moyen ou fort (90 % au niveau départemental et 48,5 % au niveau national). Sur les 216 bâtiments dénombrés sur la commune en 2019, 216 sont en aléa moyen ou fort, soit 100 %, à comparer aux 83 % au niveau départemental et 54 % au niveau national. Une cartographie de l'exposition du territoire national au retrait gonflement des sols argileux est disponible sur le site du BRGM,.
Concernant les mouvements de terrains, la commune a été reconnue en état de catastrophe naturelle au titre des dommages causés par la sécheresse en 2011, 2017, 2018, 2019 et 2020 et par des mouvements de terrain en 1999.

#### Risques technologiques
Le risque de transport de matières dangereuses sur la commune est lié à sa traversée par des infrastructures routières ou ferroviaires importantes ou la présence d'une canalisation de transport d'hydrocarbures. Un accident se produisant sur de telles infrastructures est en effet susceptible d’avoir des effets graves au bâti ou aux personnes jusqu’à 350 m, selon la nature du matériau transporté. Des dispositions d’urbanisme peuvent être préconisées en conséquence.

## Toponymie
Le nom de la localité est attesté sous les formes Parrochia de Tosché en 1204 (Archives départementales du Cher-8 H 38 = 8 H 1, p. 299) ; Toschy, Parrochia de Touchiaco en 1253 (Archives Départementales du Cher-8 G, chapitre Saint-Étienne de Bourges) ; Touché en 1316 (Archives départementales du Cher-41 H, prieuré d’Orsan) ; Parrochia de Tochiaco en 1353 (Archives départementales du Cher-8 G, chapitre Saint-Étienne de Bourges) ; Touché en 1567 (Nicolay, Description générale de Berry, p. 171) ; Le sieur d’une pièce de terre assize en la paroisse de Touchay, qui a papartenu à Pasques Cousturier, Martin et Marie Martinats en 1635 (Archives départementales du Cher-B 1061, art. 46, fol. 6 r°) ; Touchay en 30 octobre 1788 (-C 1109, Élection d’Issoudun) ; Touchay au XVIIIe siècle (Carte de Cassini).
Le toponyme est issu du gallo-roman *TUSCIACU, basé sur le gentilice Tuscius et le suffixe d'origine gauloise -acum.

## Histoire

### Ancien Régime
La communauté de Touchay est en crise démographique au début du XVIIIe siècle, puisqu’elle passe de 115 feux en 1709 à 87 en 1726, soit une perte d’environ un quart de la population. L’hiver de 1709-1710 notamment cause de nombreuses pertes, ainsi que la grande canicule de 1719 (qui tua beaucoup par dysenterie).

## Politique et administration
| Période   | Période   | Identité          | Étiquette | Qualité                           |
| --------- | --------- | ----------------- | --------- | --------------------------------- |
| mars 1977 | 1995      | Gérard Bernardeau |           |                                   |
| mars 1995 | 2008      | Bernard Bobin     |           |                                   |
| mars 2008 | juin 2020 | Marilyn Brossat   |           | Industrielle, cheffe d'entreprise |
| juin 2020 | En cours  | Marilyne Brossat, |           | Profession libérale               |

## Démographie
L'évolution du nombre d'habitants est connue à travers les recensements de la population effectués dans la commune depuis 1793. Pour les communes de moins de 10 000 habitants, une enquête de recensement portant sur toute la population est réalisée tous les cinq ans, les populations de référence des années intermédiaires étant quant à elles estimées par interpolation ou extrapolation. Pour la commune, le premier recensement exhaustif entrant dans le cadre du nouveau dispositif a été réalisé en 2005.

En 2022, la commune comptait 224 habitants, en évolution de −14,18 % par rapport à 2016 (Cher : −2,48 %, France hors Mayotte : +2,11 %).
| 1793 | 1800 | 1806 | 1821 | 1831 | 1836 | 1841 | 1846 | 1851 |
| ---- | ---- | ---- | ---- | ---- | ---- | ---- | ---- | ---- |
| 610  | 705  | 881  | 826  | 842  | 812  | 817  | 841  | 881  |

| 1856 | 1861 | 1866 | 1872 | 1876 | 1881 | 1886 | 1891 | 1896 |
| ---- | ---- | ---- | ---- | ---- | ---- | ---- | ---- | ---- |
| 912  | 857  | 891  | 875  | 911  | 896  | 883  | 875  | 897  |

| 1901 | 1906 | 1911 | 1921 | 1926 | 1931 | 1936 | 1946 | 1954 |
| ---- | ---- | ---- | ---- | ---- | ---- | ---- | ---- | ---- |
| 856  | 839  | 840  | 674  | 645  | 573  | 574  | 503  | 410  |

| 1962 | 1968 | 1975 | 1982 | 1990 | 1999 | 2005 | 2006 | 2010 |
| ---- | ---- | ---- | ---- | ---- | ---- | ---- | ---- | ---- |
| 362  | 342  | 286  | 298  | 286  | 297  | 282  | 279  | 282  |

| 2015 | 2020 | 2022 | - | - | - | - | - | - |
| ---- | ---- | ---- | - | - | - | - | - | - |
| 260  | 232  | 224  | - | - | - | - | - | - |

## Vie locale

### Animations
- Depuis le milieu des années 1980, une exposition a lieu tous les étés dans le grenier de la mairie de Touchay. Avec parfois d'autres artistes venus de divers horizons, les artistes de Touchay y exposent leurs travaux comme Claude Bach ou Pierre Oulovsky.
- Le village de Touchay est connu pour sa grande foire à la brocante avec plusieurs centaines d'exposants et des milliers de visiteurs. Créée en 1984 par Pascal Roblin et Laurent Rosteau, elle a été organisée durant de longues années par le Comité des Fêtes du village aujourd'hui dissous. La brocante se déroule le quatrième dimanche de juillet. En 2020 et 2021, la brocante a été annulée pour cause de Covid19. Le 28 juillet 2024 se tiendra la 39e édition pour les 40 ans de la brocante.

## Économie
Touchay est connu pour son bar-hôtel-restaurant, situé sur la place du Bourg, appelé en 1988 Auberge des 7 Sœurs, puis Hostellerie des 7 Sœurs depuis 1999. Cet établissement doit son nom aux 7 filles de Solange et Fernand Plisson (anciens propriétaires de l'établissement) : Marie-Claire(1956), Odile(1957), Marie-Noëlle (1958), Mireille (1960), Roselyne (1962), Laurence (1966) et Corinne (1972). Jusqu'en 1999, Marie-Noëlle Plisson-Roblin et Odile Plisson ont tenu cette auberge renommée. En 1999, la famille Coursault poursuit l'activité jusqu'en 2006. Puis ce fut,  Sylvie et Richard Godard qui ont perpétué  l'histoire de ce bar-hôtel-restaurant des 7 Sœurs. Depuis 2023, l'établissement n'a plus aucune activité et l'enseigne a été supprimée.
L'association Le Centre de la Presse a été créée en 1993 à Touchay par Pascal Roblin. Ne trouvant pas de possibilité de développement sur la commune, l'association quitte le village en 2000 pour s'installer à Maisonnais.

## Culture locale et patrimoine

### Lieux et monuments
- Le Château de l'Isle. Sa construction est attribuée à Jean du Mas, conseiller et chambellan de Louis XI en 1480 et enrichi par son fils, évêque de Périgueux en 1494, puis passe aux mains de Jean de Beaufort, prince de Canillac en 1579, mais fut incendié par le prince de Condé en 1650 après avoir perdu une partie de ses défenses en 1591 à la suite d'un siège[26]. Le château est inscrit au titre des monuments historiques en 1926[27].
- L'église Saint-Martin (XVe siècle-XIXe siècle), sur la place du Bourg, a été peinte par Maurice Utrillo (lire ci-dessous). L’Association de sauvegarde de l'église de Touchay (ASET), créée en 1988 aide par ses actions au financement de restauration et de conservation du bâtiment. L'édifice est inscrit au titre des monuments historiques en 1926[28].
- L'église Saint-Jean, en face de l'église Saint-Martin, transformée au XIXe siècle en café, est aujourd'hui une maison particulière restaurée vers 1978.
- Le musée aéronautique du Berry dispose d'une collection unique en région Centre-Val de Loire avec 1000 m² consacrés à la sauvegarde du patrimoine aéronautique des années 1950/1960, assurée par des passionnés qui accueillent en visite de mai à octobre[29].

### Personnalités liées à la commune
- Charles-Benoît Fauvre-Labrunerie, conventionnel ayant voté la mort du roi Louis XVI, a vécu à Touchay, maire de Touchay jusqu'en 1815.
- François Deshoulières (1861-1948), historien de l'art et archéologue est mort sur la commune..
- Maurice Utrillo a peint la place de Touchay, semble-il d'après une carte postale (figurant en-tête de l'article).